# LimeSurvey
LimeSurvey (già conosciuto come PHPSurveyor) è un applicativo distribuito con licenza GNU GPL versione 2, scritto in PHP e basato su database MySQL, PostgreSQL o MSSQL. Permette la realizzazione di questionari e sondaggi online, senza richiedere particolari conoscenze di programmazione. È disponibile in più di 50 lingue e dialetti e utilizza il set di caratteri UTF-8.

## Principali funzionalità
Con LimeSurvey è possibile creare sondaggi con diverse tipologie di domande, anche dipendenti tra loro. Le domande vengono organizzate in gruppi e possono essere facilmente modificate tramite un'interfaccia grafica WYSIWYG. Il sistema integrato di template in HTML garantisce un elevato grado di personalizzazione grafica della struttura. I sondaggi, una volta creati, devono essere attivati: possono essere sia pubblici sia con accesso riservato tramite l'utilizzo di one-time password (token), diverse per ogni partecipante. I risultati raccolti, a prescindere alla tipologia pubblica/privata del sondaggio possono essere anonimi o nominali.

## Hosting
Numerosi servizi di hosting offrono LimeSurvey in versione pre-caricata, sia come installazione pronta da attivare, sia attraverso un pannello di controllo web, come ad esempio cPanel con Fantastico, Softaculous e Virtualmin Professional. LimeSurvey è stato anche portato da terze parti su diversi content management system come Drupal, WordPress, XOOPS, e Joomla.

## Storia
LimeSurvey venne registrato il 20 febbraio 2003 come progetto su SourceForge, con il nome PHPSurveyor. Inizialmente era scritto dallo sviluppatore australiano Jason Cleeland.  La prima release pubblica (v. 0.93) venne distribuita il 5 marzo 2003.
Il progetto ha velocemente attirato un vasto gruppo di sviluppatori che hanno apportato numerose caratteristiche avanzate, come le condizioni di ramificazione (branching), il controllo dei token e la personalizzazione tramite template.
All'inizio del 2006 la conduzione del progetto è passata a Carsten Schmitz, un project manager IT tedesco. Il 17 maggio, 2007 il nome del progetto è stato modificato da PHPSurveyor a LimeSurvey, per rendere più semplice il licensing del software, escludendo il termine PHP.

### Versione 2.0
Nel 2012 il team di sviluppo ha distribuito LimeSurvey 2.0. Il codice di base è stato completamente riscritto, utilizzando un approccio Model-View-Controller e il framework Yii. Oltre ai cambiamenti nella struttura del codice, per ottenere una migliore modularità, la nuova versione offre anche un'interfaccia utente più usabile, basata sulla tecnologia AJAX.

## Riconoscimenti
Nel 2007 LimeSurvey ha vinto il primo premio nella categoria Enterprise Management nel Les Trophées du Libre, competizione internazionale organizzata in Francia che dal 2003 al 2007 ha premiato i progetti open-source più innovativi.
Nel 2008 LimeSurvey è stato nominato nella categoria Best Project for the Enterprise nei Community Choice Awards 2008 di SourceForge.

## Diffusione
Dal 2009 LimeSurvey partecipa al Google Summer of Code.
Durante le elezioni presidenziali USA del 2004, la Verified Voting Foundation ha usato PHPSurveyor per raccogliere dati riguardo alle controversie ed alle irregolarità di voto.  Il software ha identificato più di 13500 problemi nelle prime 10 ore di voto ed è stato selezionato come parte del loro sistema di reporting.
La traduzione coreana è stata curata dall'unità cybercrime della Polizia sudcoreana.
LimeSurvey è usato anche dalla pubblica amministrazione, per esempio dal governo della Repubblica Italiana.